# Renodes aequalis
Renodes aequalis là một loài bướm đêm trong họ Erebidae.